# Боркута Віктор Петрович
Віктор Петрович Боркута (нар. 11 лютого 1955, Станіславчик) — український майстер різьби по дереву, художник, учитель.

## Життєпис
Віктор Боркута народився 11 лютого 1955 року у селі Станіславчику, нині Станіславчицької громади Жмеринського району Вінницької области України.
Від 1956 — у Чорткові.
Закінчив Московський державний університет мистецтв (1973). Працював учителем Чортківської середньої школи № 2 (1975—1977), завідувачем постановочної частини театру Чортківського районного будинку культури імені Катерини Рубчакової (1977—1979), у художній майстерні філіалу Тернопільського художнього комбінату. Нині — на творчій роботі.

## Творчість
Учасник різноманітних художніх виставок та конкурсів, де посідав призові місця. Картини зберігають у приватних колекціях Польщі та Словаччини, а також у Приморську Запорізької области.
Першу дерев'яну скульптуру створив у 1987 році. Мав персональні виставки в Тернополі (2020, 2022), Чорткові (2021).